# دخمه دیلم
دخمه دیلم با نام دیگر دخمه تُرک آباد مربوط به دوره صفوی است و در شهرستان اردکان، در مجاورت جاده قدیمی، روستای دیلم واقع شده و این اثر در تاریخ ۷ مرداد ۱۳۸۲ با شمارهٔ ثبت ۹۲۸۵ به‌عنوان یکی از آثار ملی ایران به ثبت رسیده است.